# 阿波罗9号
阿波罗九号（英語：Apollo 9）是美国国家航空航天局1969年3月的载人航天飞行任务，阿波罗计划第三次载人任务。此次任务是完整阿波罗太空船（包括服务与指令舱和登月舱）的首度升空，也是美国使用土星5号运载火箭发射的第二次阿波罗载人任务。阿波罗太空船飞入近地轨道，任务为期十天，目标包括检测登月舱执行月球轨道任务的飞行资格，降落和上升推进系统操作示范，证明机组人员能够独立飞行，然后将登月舱和服务与指令舱会合并对接，为首次载人登月任务打基础。其他任务目标包括登月舱降落發动机点火，以后备模式推动航天器（之后在阿波罗13号任务使用），并在登月舱外使用便携式生命保障系统背包。
执行任务的三名机组人员包括：指令长詹姆斯·麦克迪维特、指令舱驾驶员大卫·斯科特和登月舱驾驶员拉塞尔·施威卡特。他们在十天任务期间检测包括登月舱发动机、背包生命保障系统、导航系统和对接演习等对于登月至关重要的系统和程序。
1969年3月3日发射升空后，机组人员执行人类历史上首次登月舱载人飞行，首次登月舱脱离和对接，还有一次双人太空行走，然后是史上第二次将两个载人航天器对接——比苏联联盟四号和联盟五号的太空行走人员交换晚两个月。任务取得圆满成功，于3月13日结束，证明登月舱能够载人飞行，为登月前的最后一次彩排做好准备，直至实现登上月球的最终目标。

## 任务背景
1966年4月，飞行机组操作总监迪克·斯雷顿选中詹姆斯·麦克迪维特、大卫·斯科特和拉塞尔·施威卡特作为第二批阿波罗飞行员，是第一批阿波罗飞行员——古斯·格里森、爱德华·怀特和罗杰·查菲——的替补人选，为一号服务与指令舱的首次地球轨道载人试飞（即之后的阿波罗一号）做准备。一号服务与指令舱的开发延误导致阿波罗一号任务推迟至1967年，麦克迪维特三人在调整后的飞行计划里是服务与指令舱的第二组飞行员，需要在地球轨道上同分开发射的无人登月舱会合。弗兰克·博尔曼指挥的第三次载人飞行任务将成为土星5号运载火箭发射的首次载人航天任务。

阿波罗太空船的服务与指令舱（右）和登月舱（左）对接配置图
I - Lunar module descent stage; II - Lunar module ascent stage; III - Command module; IV - Service module.
1 LM descent engine skirt; 2 LM landing gear; 3 LM ladder; 4 Egress platform; 5 Forward hatch; 6 LM reaction control system quad; 7 S-band inflight antenna (2); 8 Rendezvous radar antenna; 9 S-band steerable antenna; 10 Command Module crew compartment; 11 Electrical power system radiators; 12 SM reaction control system quad; 13 Environmental control system radiator; 14 S-band steerable high gain antenna; 15 Nozzle extension; 16 Docking window; 17 VHF antenna; 18 Docking target; 19 LM overhead hatch; 20 CSM combined tunnel hatch; 21 Viewing windows; 22 Aft heatshield

1967年1月27日，格里森一行正执行发射台测试，为计划2月21日启动的阿波罗一号任务做准备，突然舱内发生火灾，三人当场丧生，对阿波罗计划的全面安全审查接踵而至。在此期间美国国家航空航天局通过阿波罗五号无人任务测试第一个登月舱（简称-1）。
根据新计划，原定1968年10月执行的阿波罗七号将成为首次阿波罗载人任务。此次飞行旨在测试二号服务与指令舱，不包含登月舱。美国国家航空航天局从1967年开始执行一系列任务，每个任务以字母打头，顺利完成才能启动下一次任务，最终目标是人称“任务”的载人登月。阿波罗七号是“任务”，但测试登月舱载人飞行的“任务”进度远远落后预期，这会导致约翰·肯尼迪总统要求在20世纪60年代结束前让美国人登上月球并安全返回的目标无法实现。1967年11月，美国国家航空航天局宣布麦克迪维特三人是任务的首批机组人员，将在地球轨道执行长时间的指令舱和登月舱测试。
为达成肯尼迪总统的期望，阿波罗计划主管乔治·洛（George M. Low）于1968年8月提议，如果十月的阿波罗七号顺利完成，阿波罗八号将不带登月舱进入月球轨道。在此以前，阿波罗八号是任务，阿波罗九号则是进入中地球轨道测试的“任务”。美国国家航空航天局同意把阿波罗八号送入月球轨道后，阿波罗九号成为任务，斯雷顿提议让麦克迪维特随阿波罗八号一起前去月球轨道，但麦克迪维特代表另外两名组员谢绝建议，决定留在任务，即阿波罗九号。
阿波罗七号顺利完成，机组人员随即调换。之后首位登上月球的宇航员人选也因此改变。阿波罗八号和九号的机组人员对调时，替补人员也一起调换。根据之前的经验，每次任务的替补人员将成为之后第三次任务的机组人员，所以尼尔·阿姆斯特朗等三人作为博尔曼机组替补就成为阿波罗十一号的机组人员，皮特·康拉德等三人则驾驶阿波罗12号成为月球的第二批访客。

## 框架

### 机组和关键任务控制人员
| 岗位         | 宇航员                               | 宇航员                               |
| ------------ | ------------------------------------ | ------------------------------------ |
| 指令长       | 詹姆斯·麦克迪维特 第二和最后一次飞行 | 詹姆斯·麦克迪维特 第二和最后一次飞行 |
| 指令舱驾驶员 | 大卫·斯科特 第二次飞行               | 大卫·斯科特 第二次飞行               |
| 登月舱驾驶员 | 拉塞尔·施威卡特 第一和仅有的一次飞行 | 拉塞尔·施威卡特 第一和仅有的一次飞行 |

麦克迪维特曾在空军服役，1962年入选第二组宇航员，是双子座4号（1965年）的指令舱驾驶员。斯科特也是空军出身，1963年入选第三组宇航员，曾与尼尔·阿姆斯特朗一同驾驶双子座8号，完成人类历史上首次航天器对接。施威卡特曾在空军和马萨诸塞州空军国民警卫队服役，同样是第三组宇航员的一份子，但没有参与双子星座计划，此前也没有太空飞行经历。
替补机组人员包括指令长皮特·康拉德、指令舱驾驶员理查德·戈尔登和登月舱驾驶员艾伦·宾，他们之后成为1969年11月阿波罗12号的主机组人员。阿波罗九号的支持团队包括斯图尔特·罗萨、杰克·洛斯马、艾德加·米切尔和阿尔弗莱德·沃尔登，其中洛斯马是在弗莱德·海斯成为阿波罗八号替补登月舱驾驶员后加入阿波罗九号支持团队，海斯则是迈克尔·科林斯因接受骨刺治疗退出阿波罗八号主机组后调动的宇航员。
本次任务的飞行指导包括：吉恩·克兰兹（Gene Kranz，第一班）、格里·格里芬（Gerry Griffin，第二班）和皮特·弗兰克（Pete Frank，第三班）。直接与主机组人员联络的航天器通讯员包括康拉德、戈尔登、宾、沃尔登、罗萨和罗纳德·埃万斯。

### 任务徽章

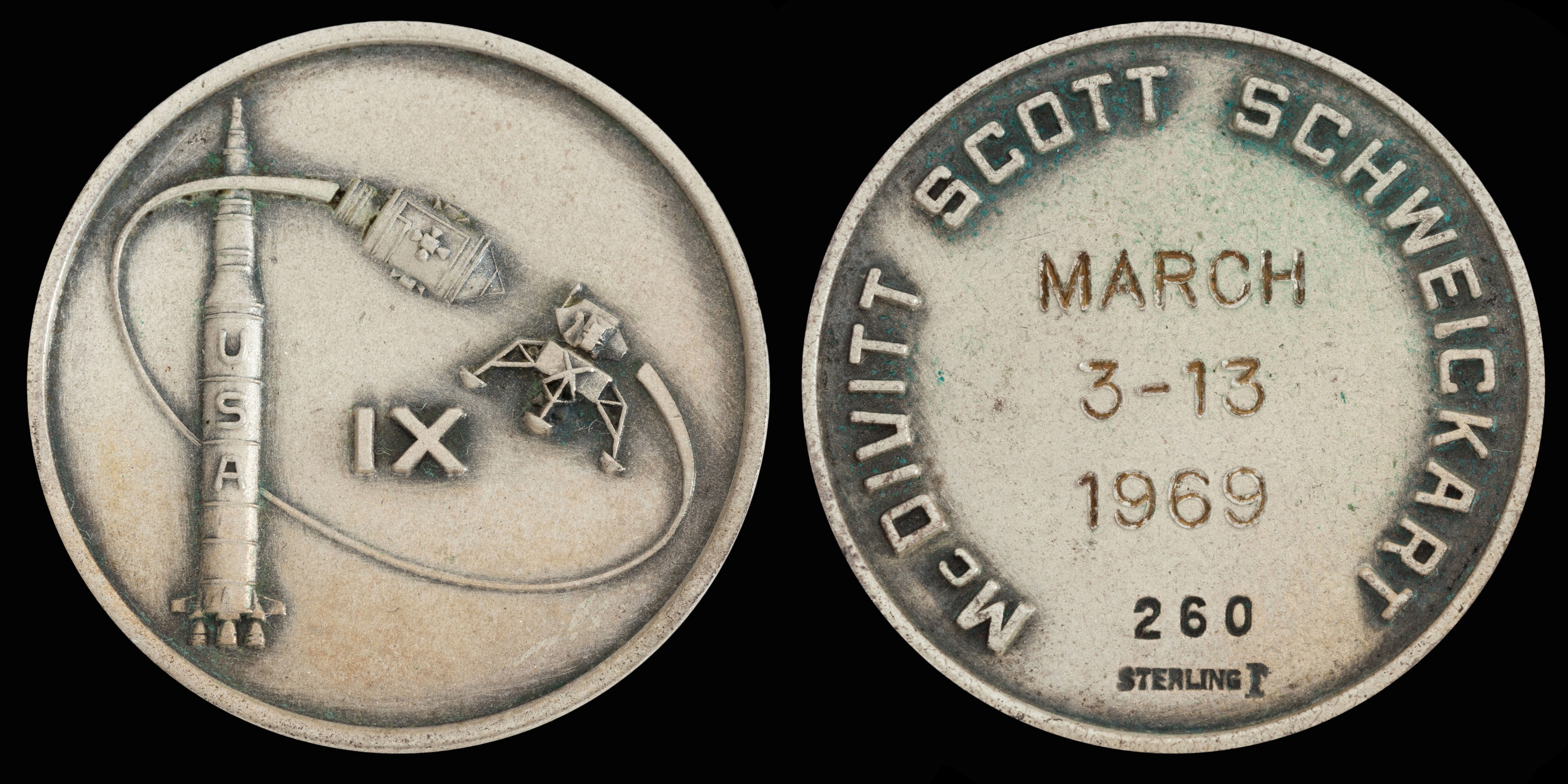
阿波罗九号太空飞行罗宾斯纪念银章

阿波罗九号任务徽章为圆形，由罗克韦尔国际的艾伦·史蒂文斯（Allen Stevens）设计，上有带（“美利坚合众国”）字样的土星5号运载火箭。火箭右方分别是阿波罗服务与指令舱和登月舱，服务与指令舱的尖头对准登月舱“前门”，尾部喷出的火焰形成圆环。微章上方边缘的圆圈内侧是机组人员姓氏，其中（“麦克迪维特”）中的字母以红色填满，代表这是阿波罗计划的“任务”，徽章最下方是“APOLLO IX”（“阿波罗九号”）。

## 规划和训练

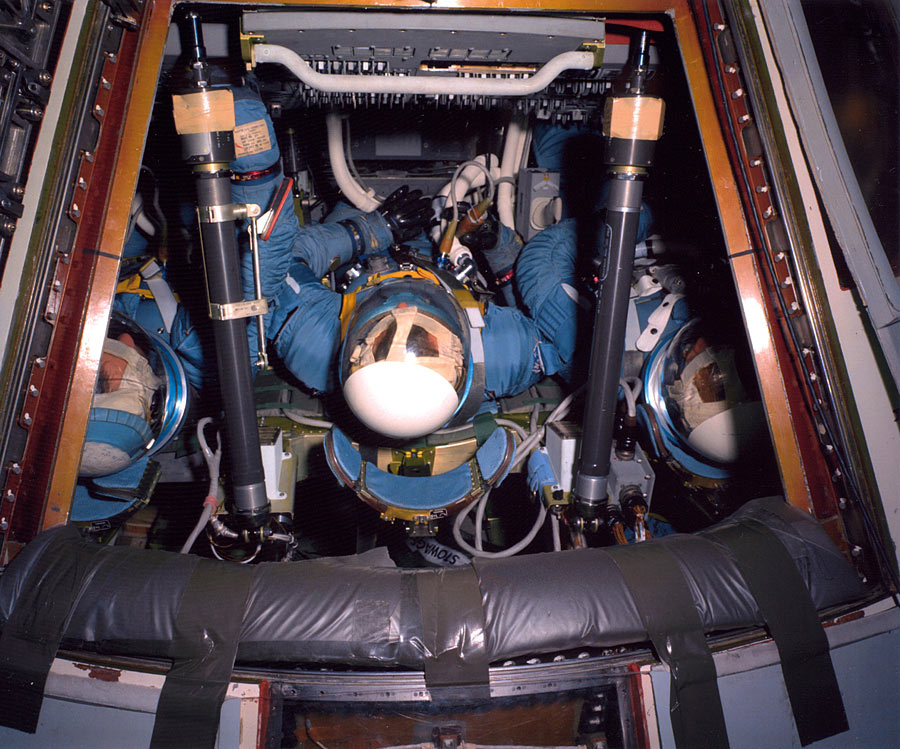
麦克迪维特、斯科特和施威卡特身穿太空服在第一个二号航天器训练，为AS-205/208任务做准备，该航天器同阿波罗一号有同样的火灾隐患。

阿波罗九号的首要目标是证实并示范登月舱的载人登月飞行能力，例如登月期间所需的太空机动，服务与指令舱和登月舱对接等。科林·伯吉斯（Colin Burgess）同弗朗西斯·法兰奇（Francis French）合著的阿波罗计划主题著作中认为，麦克迪维特三人接受的训练非常到位，他们从1966年1月就开始合作，起初是阿波罗一号的替补，而且一直是驾驶登月舱的首要人选。飞行指导吉恩·克兰兹认为，阿波罗九号机组人员对任务的准备最充分，在他看来，斯科特是学识极其渊博的指令舱驾驶员。机组人员接受的特定任务培训达1800小时，相当于每小时实际飞行就训练七小时。培训早在阿波罗一号火灾前一天就已开始，训练设备就是他们原计划驾驶飞行的二号航天器。服务与指令舱在北美罗克韦尔位于唐尼的基地制作，登月舱在格鲁门公司位于长岛贝思佩奇（Bethpage）的工厂完成，两个部分出产时三人都曾在现场检查，之后发射场的测试也不例外。
机组人员参加的训练项目包括水下和减重力飞机失重模拟，在此期间还需练习任务中不可或缺的舱外活动。三人前往马萨诸塞州剑桥，在麻省理工学院的阿波罗导航计算机上练习，并在莫尔黑德天文台和格里斐斯天文台研究天空，特别是阿波罗导航计算机用到的37颗恒星。每人在休斯顿和肯尼迪航天中心的指令舱及登月舱模拟器上训练的总时长都超过300小时，有时还曾现场参与航天任务控制。此外，三人都曾在其他地点的模拟器上训练。

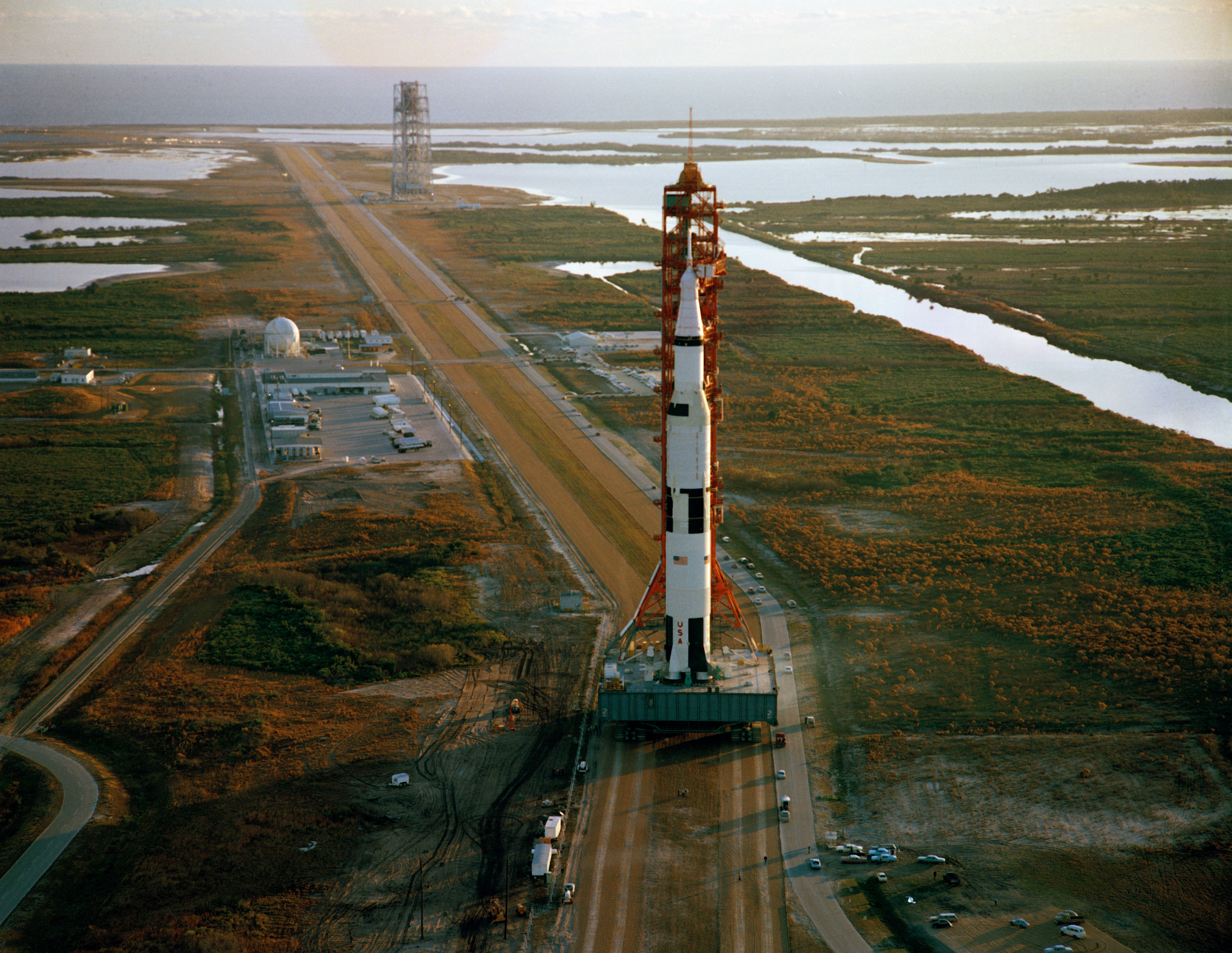
阿波罗九号的发射火箭运往39A号发射台

阿波罗九号是土星5号运载火箭首次同时发射服务与指令舱和登月舱，肯尼迪航天中心的发射准备工作队因此首次获得模拟登月任务发射的机会。格鲁门公司制作的登月舱于1968年6月交付，然后是包括太空状况模拟、高空低压模拟在内的大量测试。与此同时，其他技术人员在航天器装配大楼组装土星5号运载火箭。指令舱和服务舱于十月抵达，但肯尼迪航天中心的工作人员虽然经验丰富，却依然花了很长时间才将两者整合。指令舱和服务舱在登月舱之后接受高空低压模拟测试，工作人员开始为登月舱安装会合雷达及天线等设备。整个过程没有显著延误，发射火箭于1969年1月3日由运输车从航天器装配大楼运到39A号发射台。接下来几星期里，指令舱、登月舱和发射火箭都通过飞行准备状态审查。

## 硬件设施

### 发射火箭
发射阿波罗九号的土星5号运载火箭编号-504，是该型号火箭第四度升空，第二次将宇航员送入太空和第一次搭载登月舱。-504同阿波罗八号的运载火箭配置接近，但有以下几点不同：去除第一级火箭-1发动机舱的内核，这样可以减轻重量，进而小幅提升比冲；使用更轻的液氧罐及其他零部件，目的同样是减轻重量；第二级火箭改用升级的-2发动机，飞行效率更高；把原本的开环推进剂利用系统改为闭环。与阿波罗八号相比，-504的第二级火箭要轻1470公斤，其中约有一半来自燃料箱侧壁厚度减少的16%。

### 航天器、装备和呼号

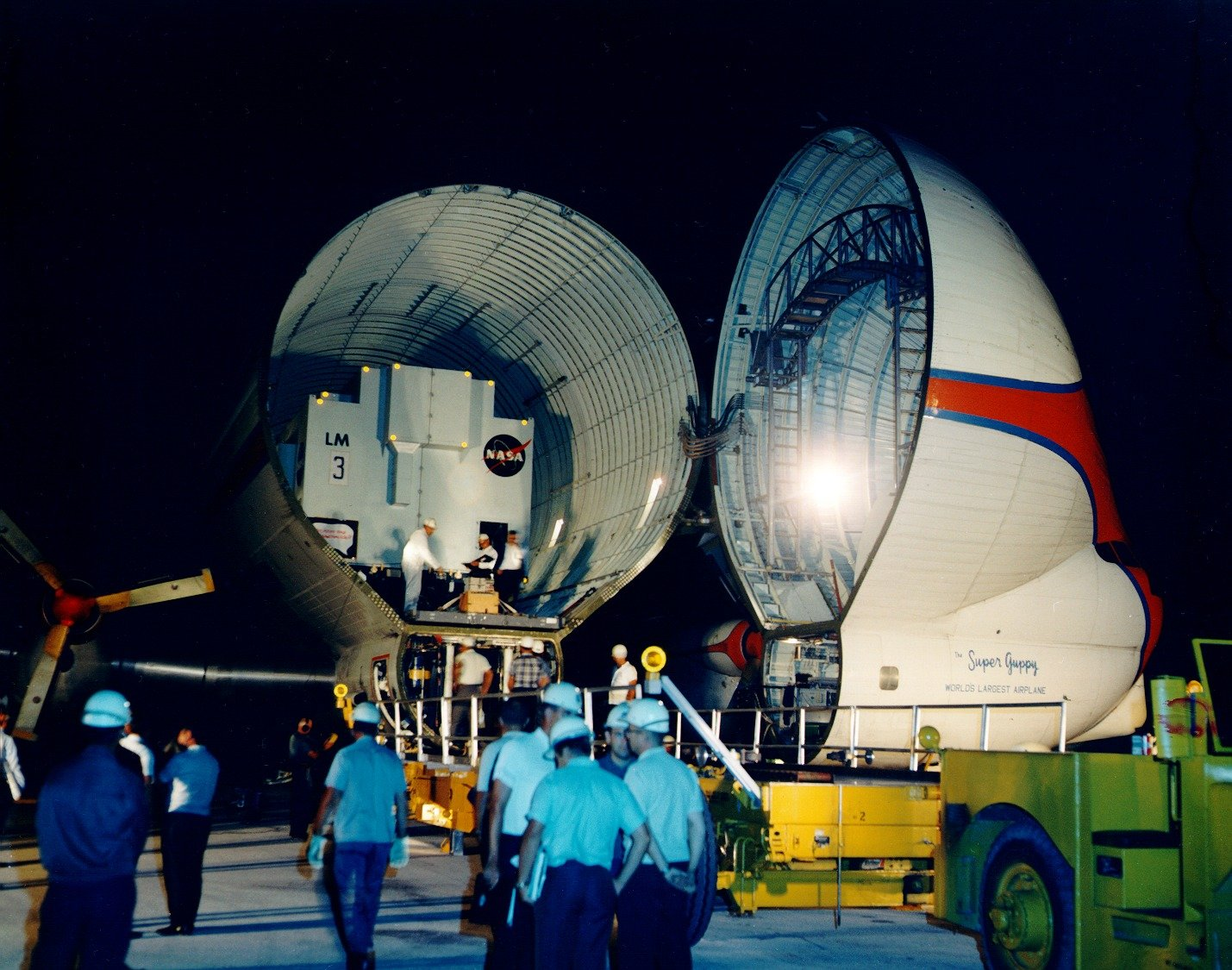
1968年6月，三号登月舱（LM-3）抵达肯尼迪航天中心。

阿波罗九号的服务与指令舱编号“-104”，是第三个载人飞行的二号服务与指令舱。阿波罗八号没有登月舱，所以没有对接设备。指令舱前舱门附近新增对接时需要的探管与锥套装置及其他多种设备，让两舱可以严格对接，还能达成指令舱和登月舱的内部传输需要。如果阿波罗八号和九号没有调换任务，那么阿波罗八号的服务与指令舱（编号“-103”）就会执行地球轨道任务。
本次地球轨道任务原定使用编号“-2”的登月舱，这也是格鲁曼公司出产的第一个可飞行登月舱，但机组人员发现很多缺陷。任务变更需要时间，“-3”在此期间出产，机组人员觉得它比前一个好得多。不过，-2和-3都因太重而无法前往月球，格鲁曼公司直到为阿波罗11号制作“-5”时才把重量降至可以接受的范围。-3同样采用铝合金结构，遇到打入铆钉之类应力时会产生小裂纹，格鲁曼公司的工程师一直在想办法解决，直到1968年12月登月舱装入火箭时止。-2一直没有等来飞入太空的机会，如今存放在美国国家航空航天博物馆。

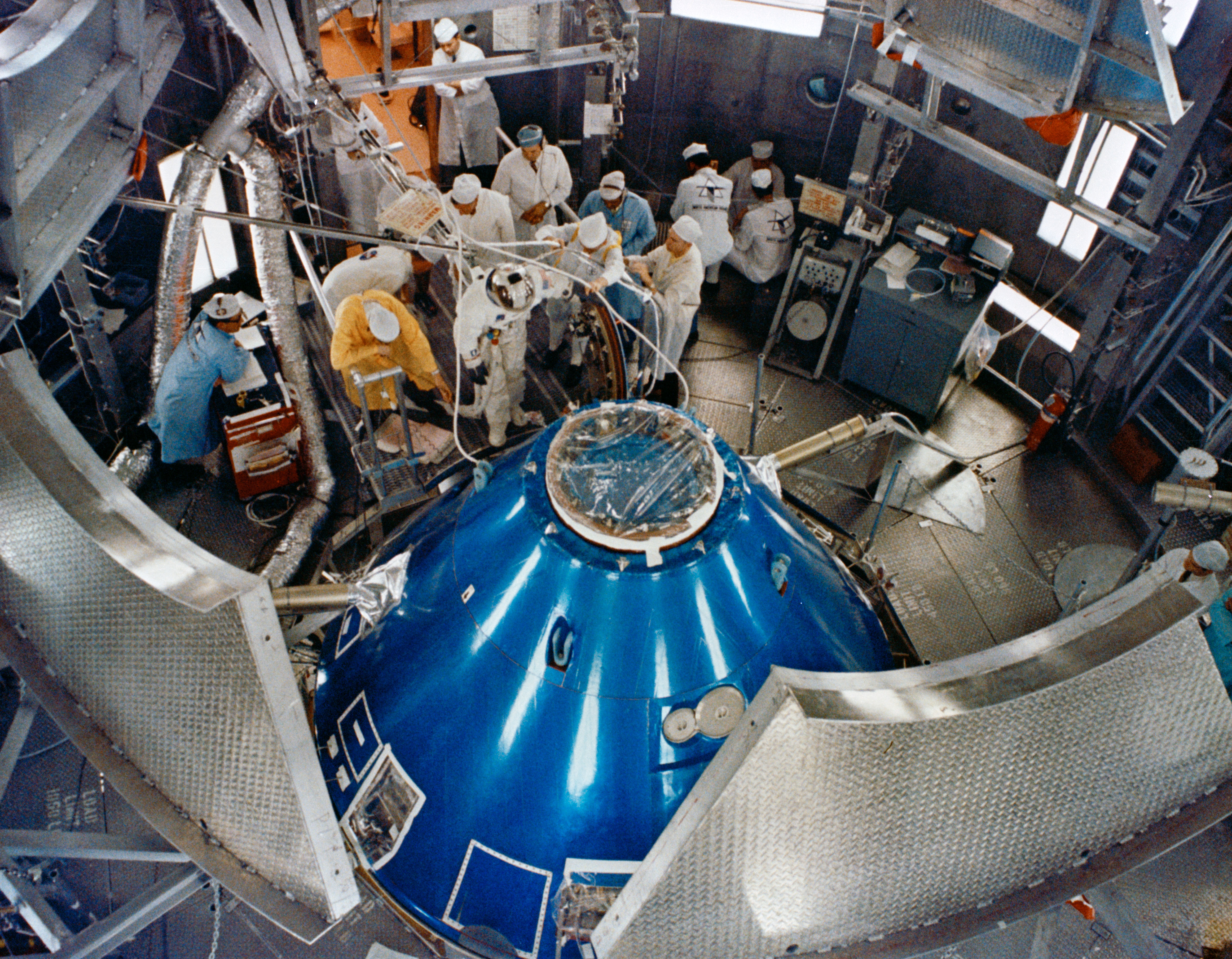
阿波罗九号替补组员在“橡皮糖”中训练

阿波罗计划宇航员都配有早期的索尼随身听、便携式卡带录音机，以便任务期间观察和纪录。阿波罗九号机组人员首度获许每人带一张音乐混音带进入太空播放，麦克迪维特喜欢轻音乐，斯科特选择乡村音乐，施威卡特的古典音乐磁带一度遗失，直到任务第九天（共十天）才被斯科特找到。
自从古斯·格里森把双子座3号叫做“莫莉·布朗”后，美国国家航空航天局就禁止给航天器起绰号。阿波罗九号任务期间，服务与指令舱需要同登月舱分离，机组人员也就需要不同的呼号区分。麦克迪维特三人开始在模拟训练时把服务与指令舱叫做“橡皮糖”（Gumdrop），因为生产商送来的舱外有蓝色软包装保护，看上去就像橡皮糖；登月舱则是“蜘蛛”，因为伸出着陆支架后该舱看上去和蜘蛛类似。美国国家航空航天局的公关人员觉得这两个名字太不正式，但呼号最终还是得到该机构正式认可。从阿波罗11号开始，美国国家航空航天局采用的呼号更加正式。

### 生命保障系统背包

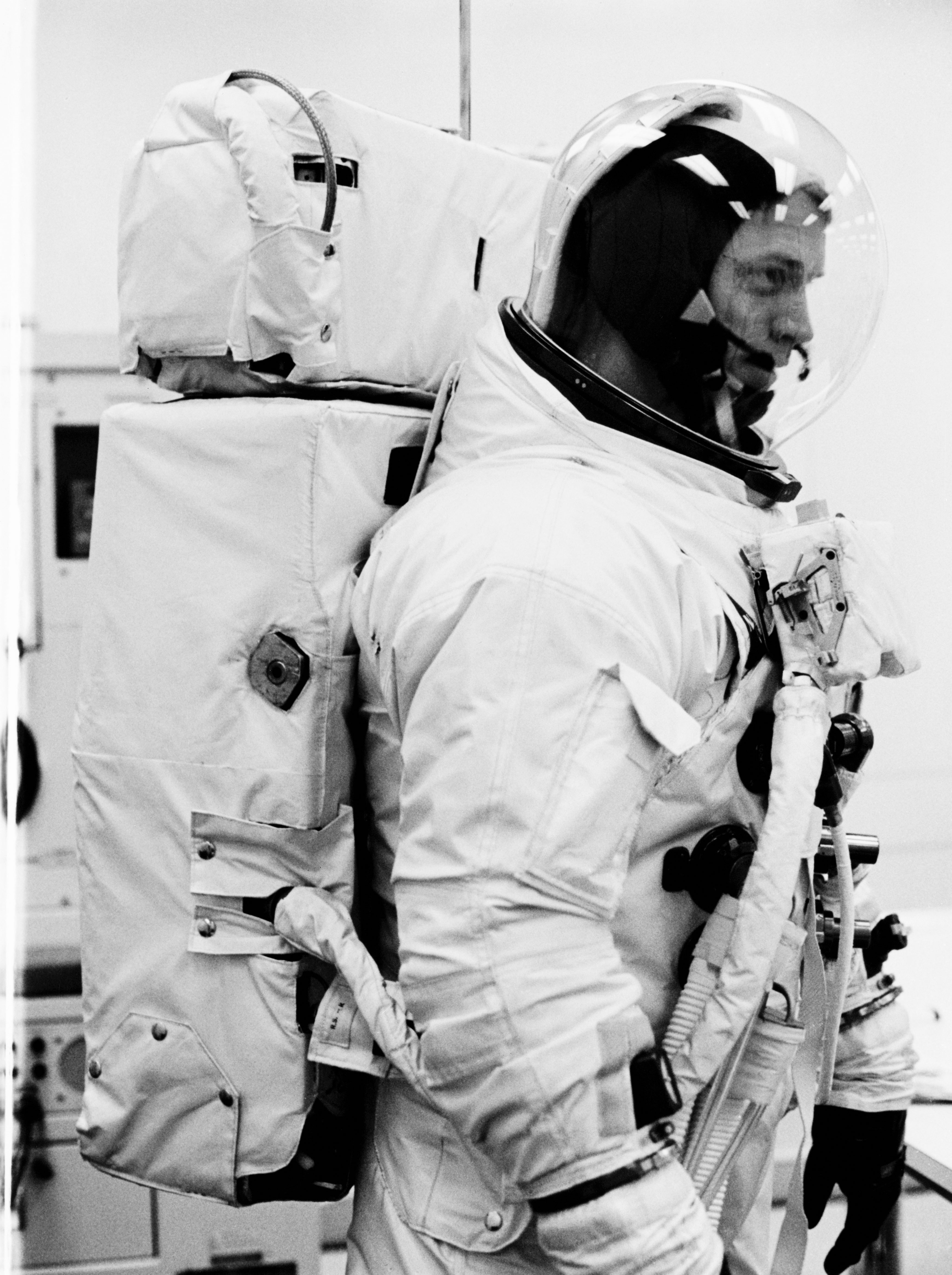
施威卡特背着生命保障系统背包

施威卡特在太空行走时背着舱外机动单元背包，这也是该背包首度飞入太空。背包中的便携式生命保障系统可以向宇航员供氧，并为液冷服供水，防止舱外活动期间人体过热。背包内还有氧气净化系统，位于顶部，可以在便携式生命保障系统失效时保持供氧约一小时。阿波罗11号登月时宇航员使用的背包更高级。
斯科特在站立舱外活动时没有携带便携式生命保障系统，而是用配有压力控制阀的管子连接到指令舱的生命保障系统。这种设备于1967年面世，宇航员在指令舱或登月舱口执行站立舱外活动，或是短暂出舱时均可使用。斯科特随阿波罗15号登上月球后就曾用它来执行站立舱外活动，最后三次阿波罗计划任务的指令舱驾驶员也用它来完成深空舱外活动。

## 任务重点

### 前五天（3月3至7日）

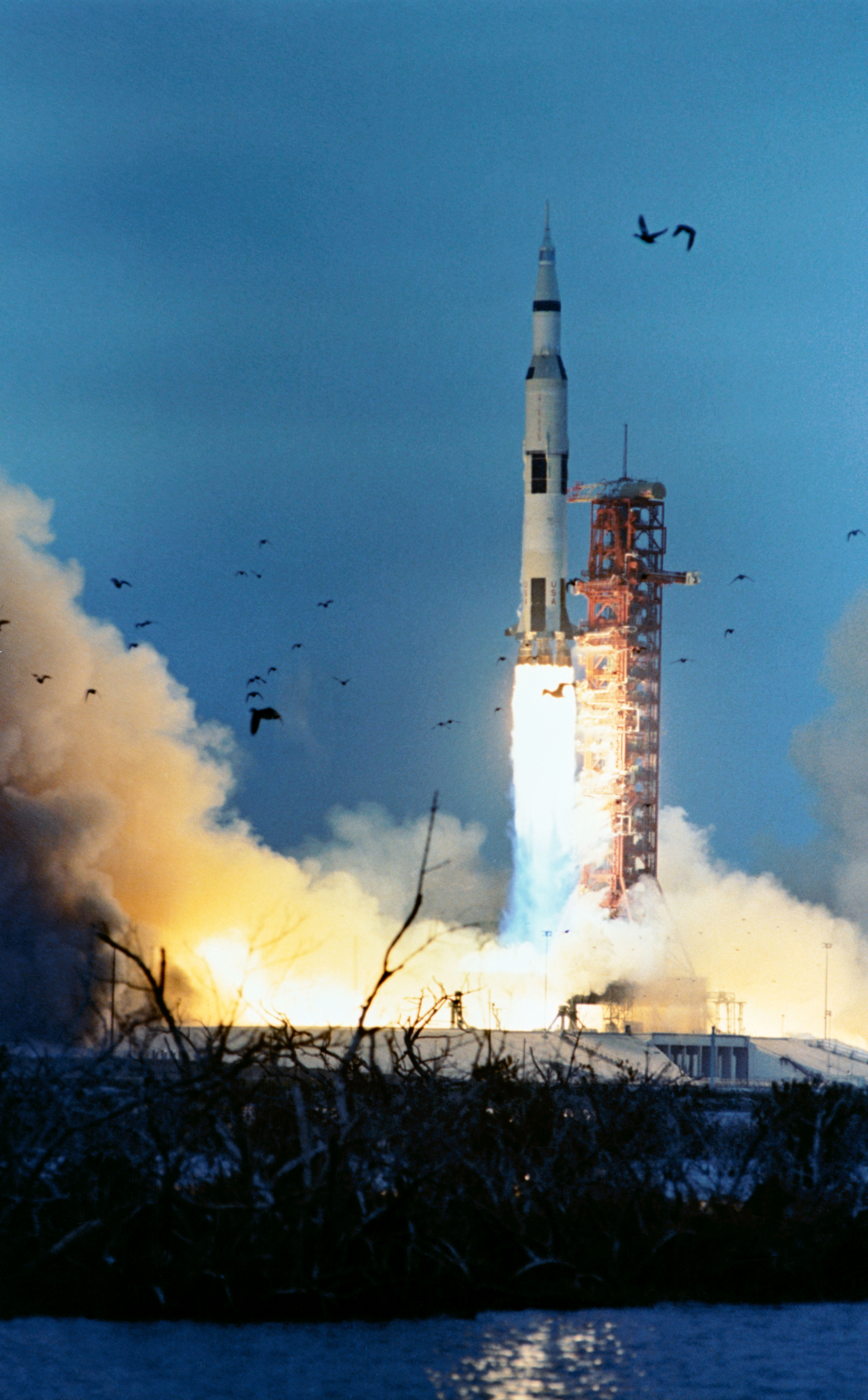
1969年3月3日，阿波罗九号在肯尼迪航天中心发射。

阿波罗九号原计划于1969年2月28日升空，但因三名宇航员都患上感冒被迫延迟，美国国家航空航天局也不想冒着降低任务成功率的风险换人或让三人带病工作。为了让航天器保持就绪，工作人员需全天候轮班，这次延误共耗费成本50万美元。火箭于协调世界时3月3日下午16点（美国东部标准时间上午11点）从肯尼迪航天中心发射，此时距发射窗口关闭还有215分钟。美国副总统斯皮罗·阿格纽代表尼克松总统的新行政部门在点火控制室观看发射过程。
麦克迪维特汇报火箭起飞后飞行平稳，只有少许震动，另外第一级火箭熄火后三人感到被大力往前推，这让他们颇为惊讶，第二级火箭点火后，他们又被推回座位。火箭飞行的第一和第二阶段表现略有不佳，不过多少在第三阶段得到弥补。火箭起飞00:11:04.7后，第三阶段任务完成，阿波罗九号进入距离地球表面164.6至167.2公里的停泊轨道。
火箭点火02:41:16后，机组人员开始执行第一个主要轨道任务：将服务与指令舱和第三级火箭分离，然后转向同火箭末端的登月舱对接，接下来再把组合的航天器同火箭分离。无法对接就不可能登月。斯科特的职责是驾驶服务与指令舱，对接也在他的操作下成功完成，探管与锥套装置工作正常。麦克迪维特和施威卡特检查连接指令舱和登月舱的通道后，组合的航天器同第三级火箭分离。下一个任务是演示对接后的整个航天器可以用单个发动机操控。点火从任务启动05:59.01.1时开始并持续五秒，使用服务舱的服务推进系统，斯科特随后非常兴奋地汇报登月舱仍然保持对接。此后第三级火箭再次点火飞入太阳轨道。
09:00:00至19:30:00是预定的睡觉时间，三名宇航员睡得很香，但其间曾被广播吵醒，广播内容不是英语，斯科特估计是汉语。第二天（3月4日）的轨道任务重点是服务推进系统三次点火，第一次从22:12:04.1开始并持续110秒，在此期间还需要旋转或摆动发动机，检测自动驾驶仪是否能抑制振荡，实际情况是在五秒内抑制。此后的两次点火是为减轻服务舱的燃油负重。航天器和发动机通过所有测试，部分结果比预期还好。服务与指令舱的性能在发动机调节期间保持稳定，1972年4月，阿波罗16号的服务与指令舱在月球轨道同登月舱分离后出现不稳定现象，时任阿波罗航天器计划主任的麦克迪维特根据自己在阿波罗九号的上述经验批准任务继续。
第三天的太空飞行计划是指令长和登月舱驾驶员进入登月舱检查各个系统，并使用降落推进系统推动整个航天器。降落发动机是服务推进系统的替补，此项功能在日后的阿波罗13号任务中至关重要。施威卡特因空间适应综合症呕吐，麦克迪维特也感觉恶心，飞行计划面临困难。几位宇航员一直尽量避免突然的身体动作，但为进入登月舱执行任务而穿上航天服时却不得不扭动身体，导致两人不适。此次经历让医生充分了解这种疾病，进而避免登月宇航员出现同样症状，但施威卡特当时就很担心呕吐会导致肯尼迪总统的期望落空。最终他们还是顺利完成这天的任务并进入登月舱，达成美国太空计划中首次航天器人员转移，也是人类历史上首次无需太空行走就完成的人员转移。登月舱和指令舱虽然保持对接，但舱口都被关闭，证明“蜘蛛”与“橡皮糖”隔离后通讯和生命保障系统仍能正常运作。根据指令，登月舱的着陆支架也像登月时一样张开。

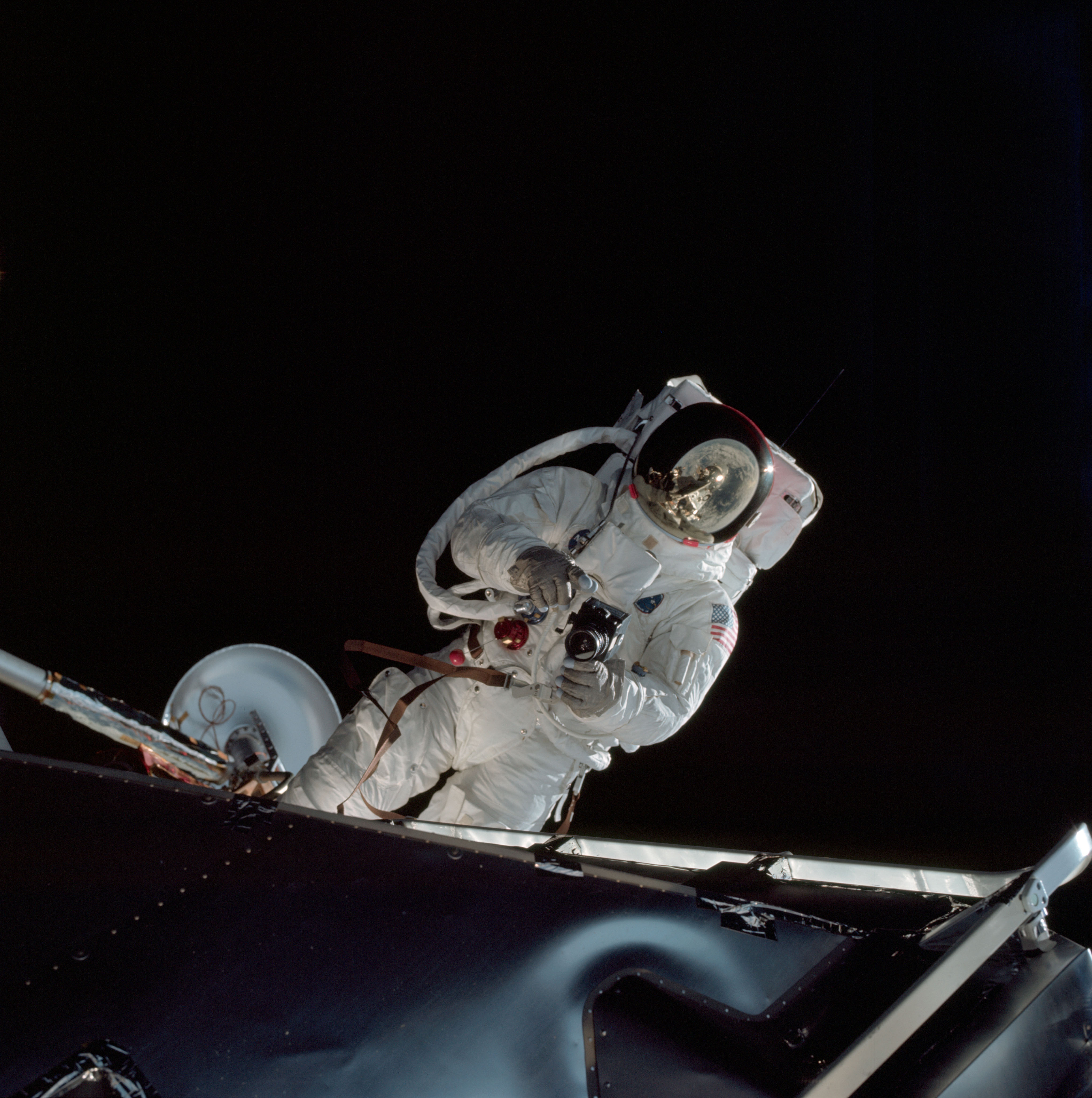
斯科特站在指令舱口拍下施威卡特舱外活动的照片

施威卡特在登月舱再度哎吐，麦克迪维特于是要求开通私人频道联系休斯顿的医生。症状的持续时间很短，所以起初没有引起媒体注意，但得知施威卡特生病后，媒体“反响强烈，发出各种不友好的报导”。两人顺利完成降落发动机点火等任务，然后同留在“橡皮糖”的斯科特汇合。此次点火持续367秒，并模拟登月时的燃料进给模式。两人返回服务与指令舱后，服务推进系统于54:26:12.3第五次点火，旨在让航天器以圆形轨道飞行，为会合做准备，最终航天器上升至229至240公里轨道。
第四天（3月6日）施威卡特的任务是打开登月舱口，沿飞行器外部抵达指令舱口，斯科特在指令舱口随时准备协助，任务目的是证明遇到紧急情况时，宇航员可以从外部前往另一个飞行舱。施威卡特背着生命保障背包，又名主要生命保障系统，之后在月球表面执行舱外活动的宇航员也需戴上这种背包。这是阿波罗计划最终登月前的最后一次舱外活动，所以也是在太空中测试便携式生命保障系统的唯一机会。麦克迪维特起初因施威卡特不适取消舱外活动，但在对方感觉好些后同意他走出登月舱，用手抓住外部可以把持的位置在舱外移动。斯科特站在指令舱口，和施威卡特互拍照片，两人分别在指令舱和登月舱外四下活动，施威卡特觉得这样走动比在模拟器内省力，两人都确信施威卡特能在有需要时从外部在各舱间转移，只是觉得没有必要。施威卡特在舱外活动期间的呼号是“红色流浪者”（Red Rover），源自他头发的颜色。

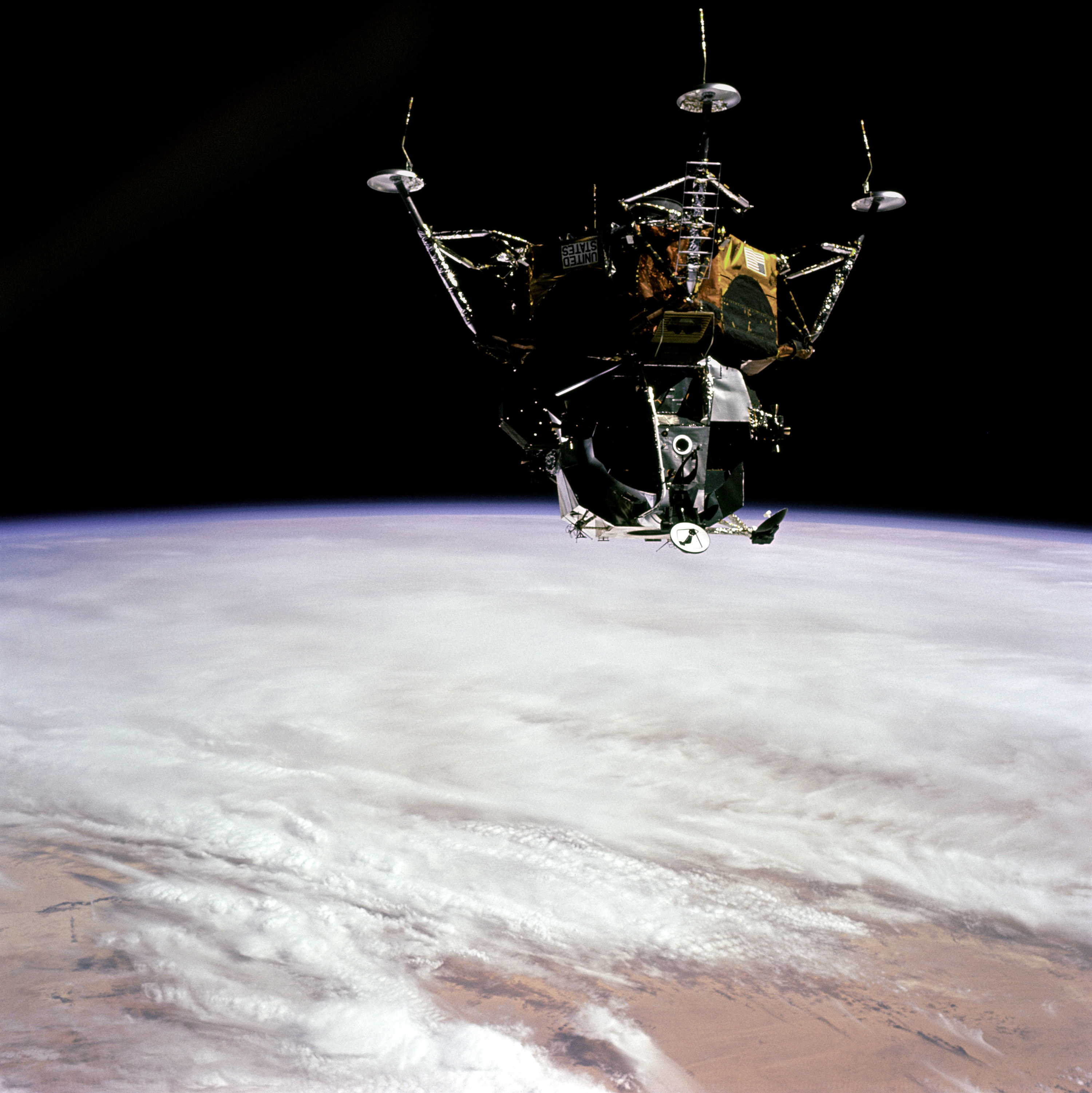
阿波罗九号登月舱“蜘蛛”

第五天（3月7日）是“整个任务的关键：登月舱和指令舱的分离和会合”。登月舱没有把宇航员送回地球的功能，这也是历史上宇航员首次进入不能返回月球的飞行器。麦克迪维特和施威卡特进入登月舱，而且获得地面同意不戴头盔和手套，这样更便于操作。留在“橡皮糖”的斯科特按下分离按钮后，登月舱还挂在对接探针末端的闩锁上，直到斯科特再度按下按钮才完全脱离。“蜘蛛”在“橡皮糖”附近游荡约45分钟后进入略高位置的轨道，这样两舱随着时间的流逝会渐行渐远，其中“橡皮糖”位于前方。接下来几小时里，麦克迪维特在各种不同的燃料设置下点燃登月舱降落发动机，并且登月舱的全面测试都在这天结束前完成。两舱相隔185公里时，“蜘蛛”点火以降低轨道追赶“橡皮糖”，追赶过程需要两个多小时，降落推进系统随后弃置。

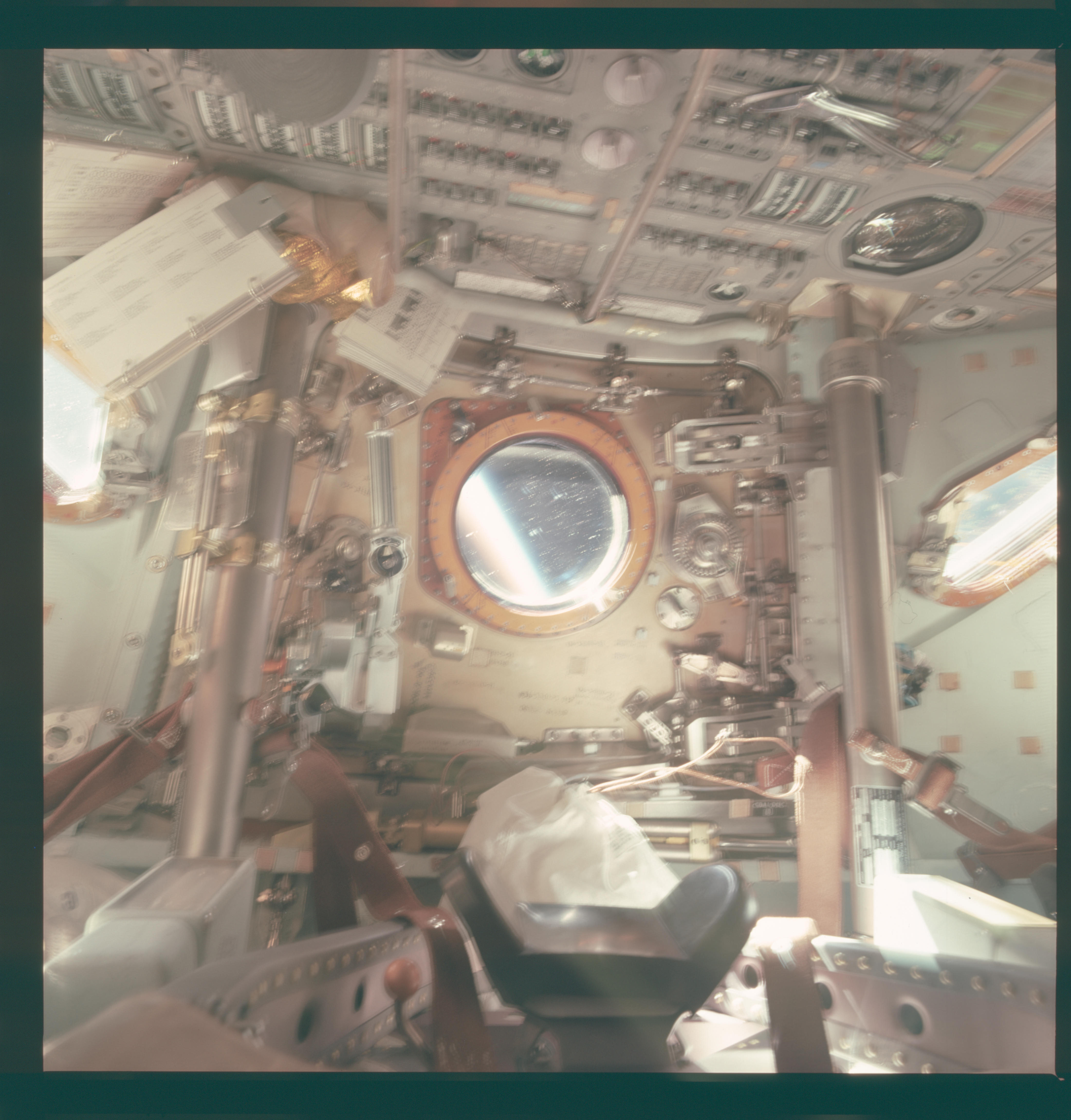
“橡皮糖”内部

与之后的登月任务一样，两舱开始靠近和会合前先要尽量拉进距离。为了证明在指令舱或登月舱操作都可以会合，此次演习是操纵“蜘蛛”移动。麦克迪维特驾驶“蜘蛛”靠近“橡皮糖”，然后移动登月舱，方便斯科特检视上面有没有损伤，然后指令长把两舱对接。刺眼的阳光一度令麦克迪维特难以操作，但还是在斯科特的指引下完成，此后的阿波罗计划都是由指令舱驾驶员达成月球轨道对接。麦克迪维特和施威卡特返回“橡皮糖”后，“蜘蛛”只能抛弃处理，地面控制远程启动登月舱发动机直至耗尽燃料，同时也可以进一步测试发动机，模拟登月舱离开月球表面的爬升阶段，最终飞至远地点超过6900公里轨道。登月舱上只有着陆雷达系统没有全面测试，但该测试也无法在地球轨道完成。

### 第六至十一天（3月8至13日）

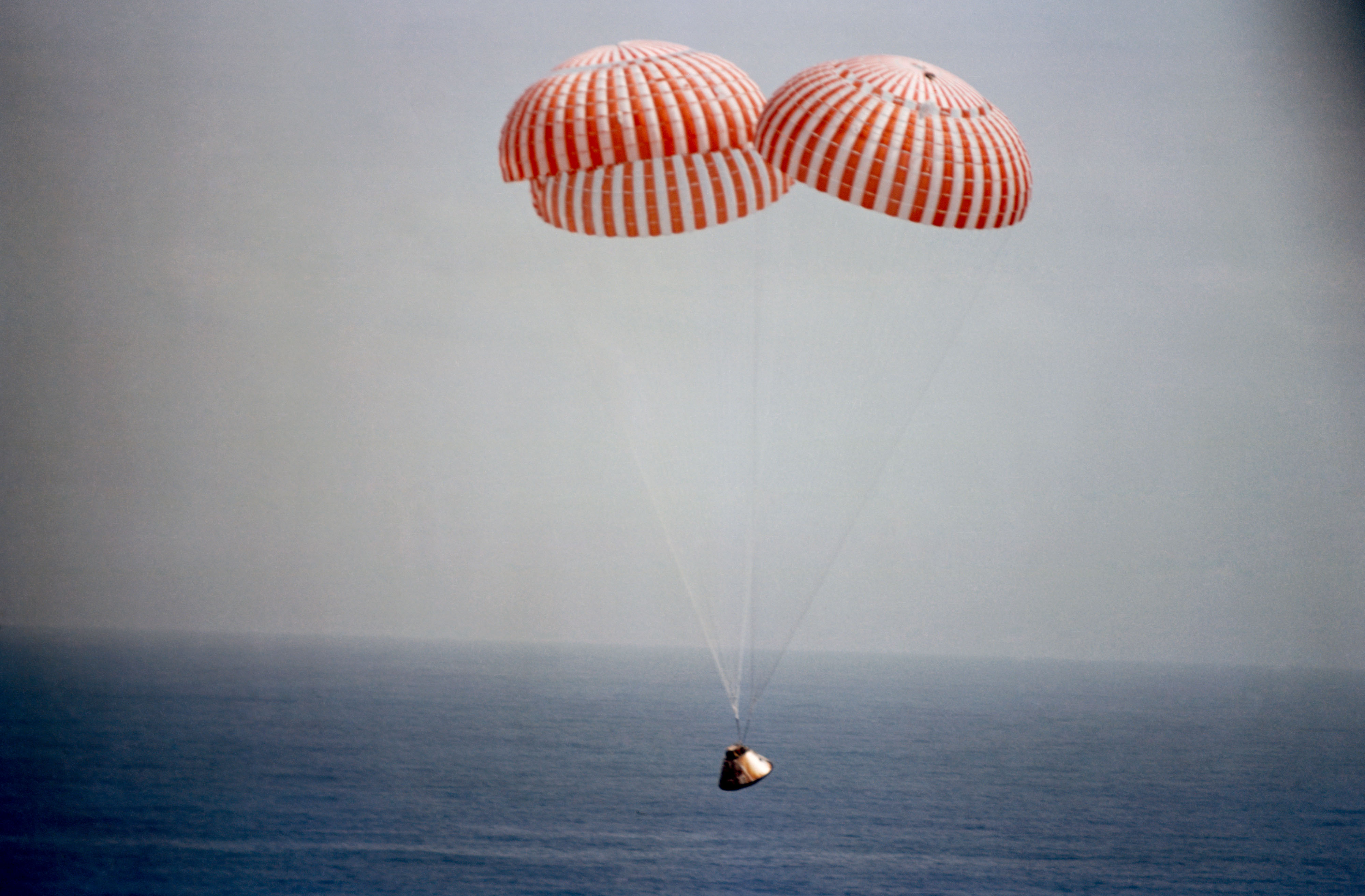
1969年3月13日，阿波罗九号溅落大西洋

登月任务需要在太空停留十天，所以阿波罗九号也是如此，以确认服务与指令舱不会出问题。大部分重要测试都定在前几天完成，这样任务就可以在有必要时提前结束。三位宇航员接下来几天在地球轨道可以大为放松。任务主要目标达成后，舱口的窗户就用来给地球拍照，设备是四台同型号并耦合起来的哈苏相机，用感光胶片区分不同的电磁波谱。这样的拍摄手段可以显现地球表面的不同特征，例如追踪污染河水注入大海，使用红外线突出显示农业地区等。四台相机都是原型机，为之后的地球资源技术卫星（陆地卫星系列的前身）打下基础。照片拍摄很顺利，长时间在轨道徘徊意味着机组人员可以等到遮挡的云层过去后再拍照，这对之后的天空实验室计划很有参考价值。
斯科特使用六分仪追踪地面地标，然后又用来观察木星，练习将来太空任务中需要的导航技术。机组人员追踪到飞马座三号卫星（1965年升空）和还在爬升的“蜘蛛”。第六天，服务推进系统发动机第六次点火，但因未正确设置反推力系统推进器点火，服务推进系统发动机的点火时间延迟一轨道。反推力系统是服务推进系统的后备，此次点火旨在降低阿波罗九号轨道的近地点，提高反推力系统的脱轨能力。

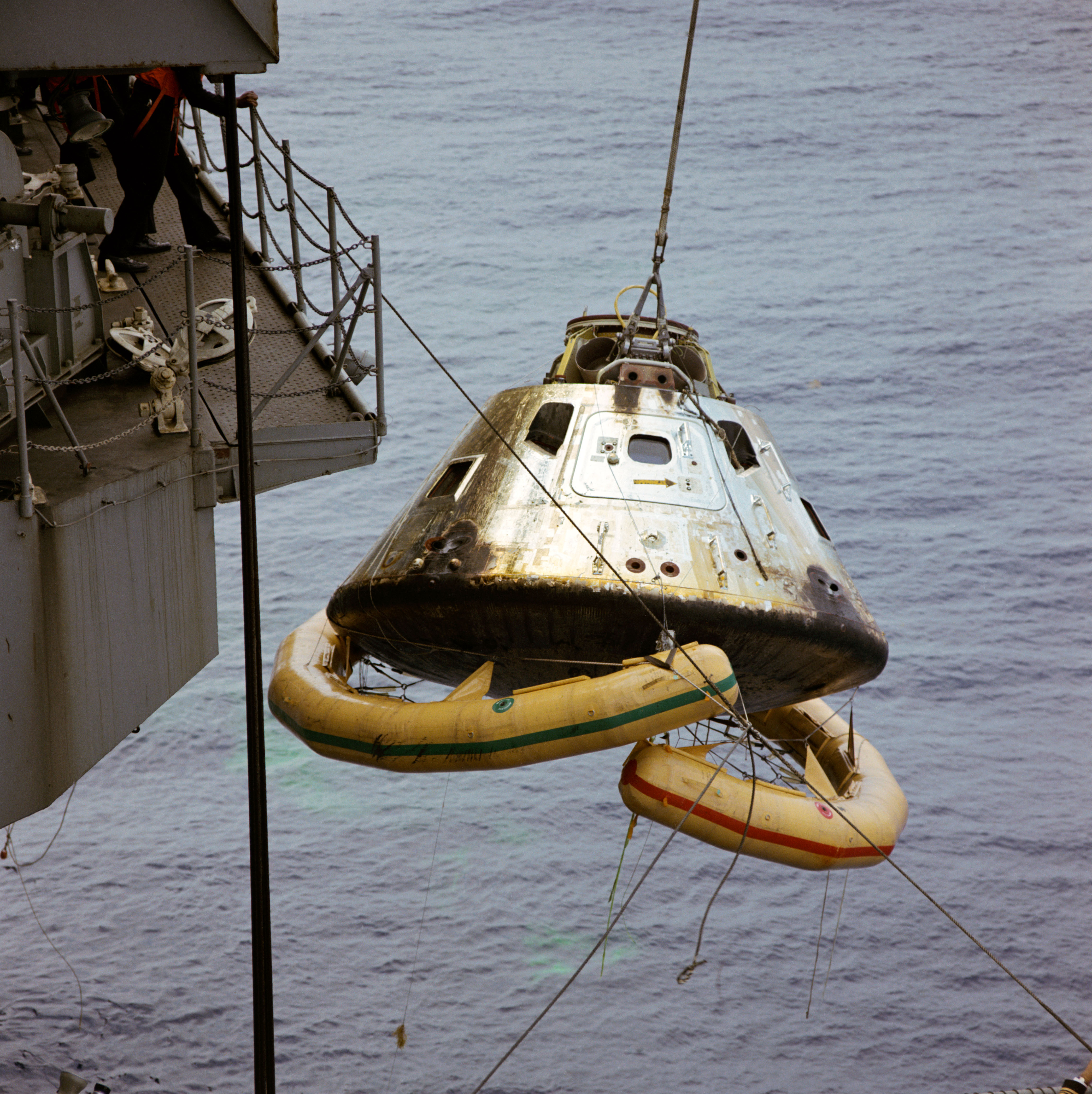
“橡皮糖”吊上瓜达尔卡纳尔号两栖突击舰

此后服务与指令舱在斯科特主控下经过大量测试，麦克迪维特和施威卡特得以放松下来观察地球，两人告诉斯科特，如果有什么特别值得留意的景观，他可以先放下手头的工作一起来看看地球。服务推进系统在第八天（3月10日）第七次点火，目的仍然是提升反推力系统脱轨能力，同时延长“橡皮糖”的轨道寿命。此次点火还把轨道远地点移至南半球，这样阿波罗九号返回地球时就有更长的自由落体再入时间。此外，推进剂计量系统在之前几次服务推进系统点火时工作不正常，所以机组人员延长本次点火时间来检测。点火完成后，即便服务推进系统发动机故障，阿波罗九号的反推力系统推进器也能将航天器送回地球并在主要回收区降落。3月13日，服务推进系统第八次也是最后一次点火，将航天器送回地球，点火时任务时间已略超过十天，推进完成后服务舱抛弃处理。主要回收区（百慕大东南偏东约410公里海域）天气不利，所以着陆延迟一轨道。最终阿波罗九号在百慕大以东300公里洋面溅落，距回收载体瓜达尔卡纳尔号两栖突击舰仅有约4.8公里，整个任务时长十天一小时54秒。阿波罗九号过去约半个世纪后，才有另一艘航天器于2019年3月在大西洋溅落。

## 硬件设施处理

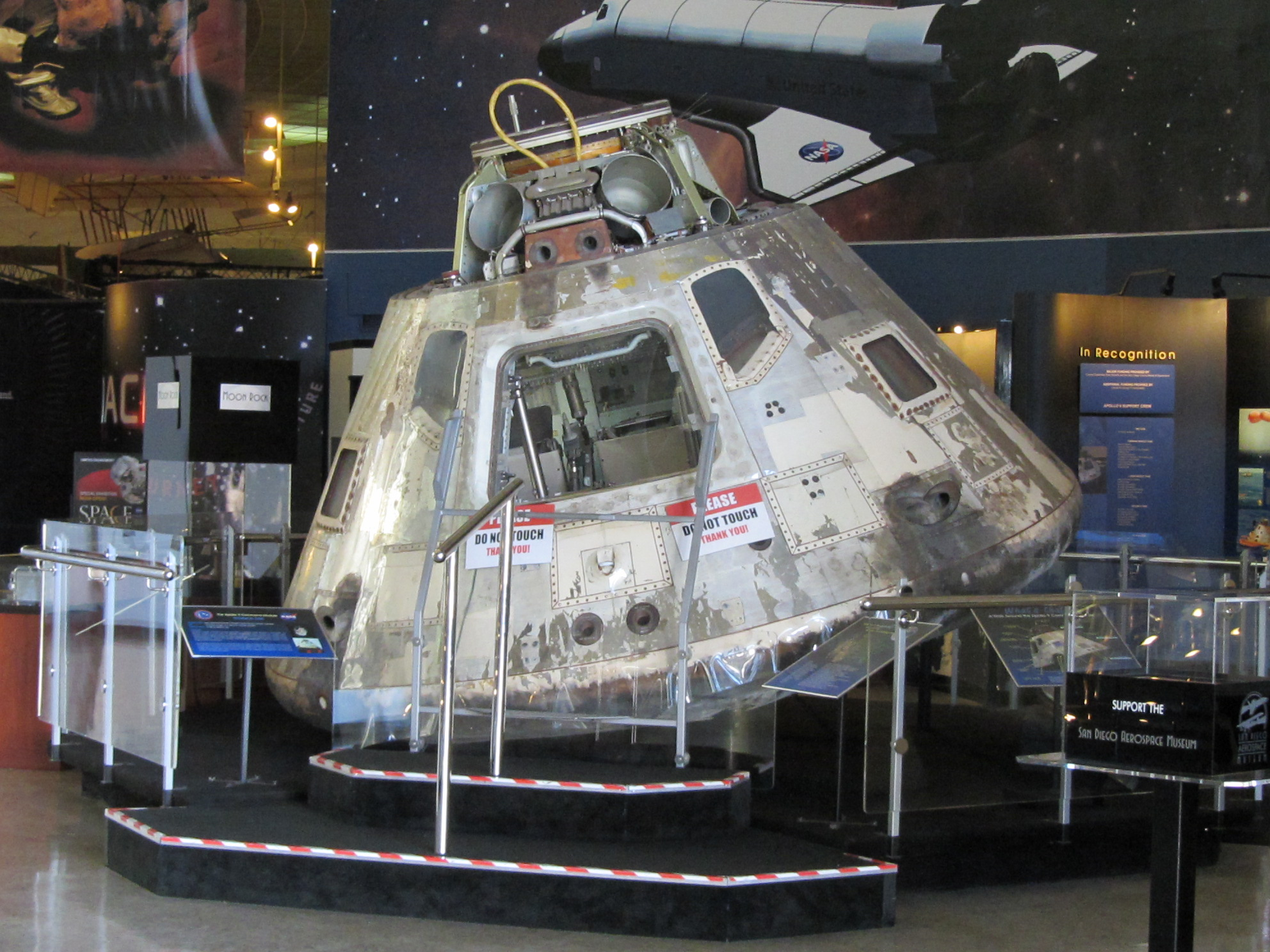
“橡皮糖”在圣地亚哥航空航天博物馆展出

阿波罗九号指令舱“橡皮糖”（国际卫星标识符“1969-018”）起初在密歇根州杰克逊的密歇根太空与科学中心展览，2004年4月该中心关闭后移交圣地亚哥航空航天博物馆展出。服务舱弃置后不久再入大气层并解体。
1981年10月23日，“蜘蛛”的上升推进系统（国际卫星标识符“1969-018”）再入，下降推进系统（国际卫星标识符“1969-018”）则于1969年3月22日再入，掉进北非附近的印度洋。土星5号的第三级火箭（国际卫星标识符“1969-018”）已送入太阳轨道，初始远日点1亿2889万8182公里，近日点7215万1470公里，轨道周期245天，至今仍在绕太阳公转。

## 评估和影响
正如美国国家航空航天局助理局长乔治·穆勒（George Mueller）所言：“阿波罗九号顺利达成所有人的期望，在任何人眼中都是最成功的任务”。吉恩·克兰兹称赞阿波罗九号令人振奋至极。阿波罗计划总监塞缪尔·菲利普斯（Samuel C. Phillips）表示： “无论从任何角度来看，它都超出我们最乐观的期望”。“蜘蛛”和“橡皮糖”分离再对接时，阿波罗11号宇航员巴兹·奥尔德林就在地面任务控制中心观看，据安德鲁·柴金（Andrew Chaikin）记载：“阿波罗九号已经实现所有主要目标。奥尔德林在那一刻就知道阿波罗十号也会成功，他将同阿姆斯特朗一起尝试登上月球，这在3月24日得到美国国家航空航天局正式确认。”

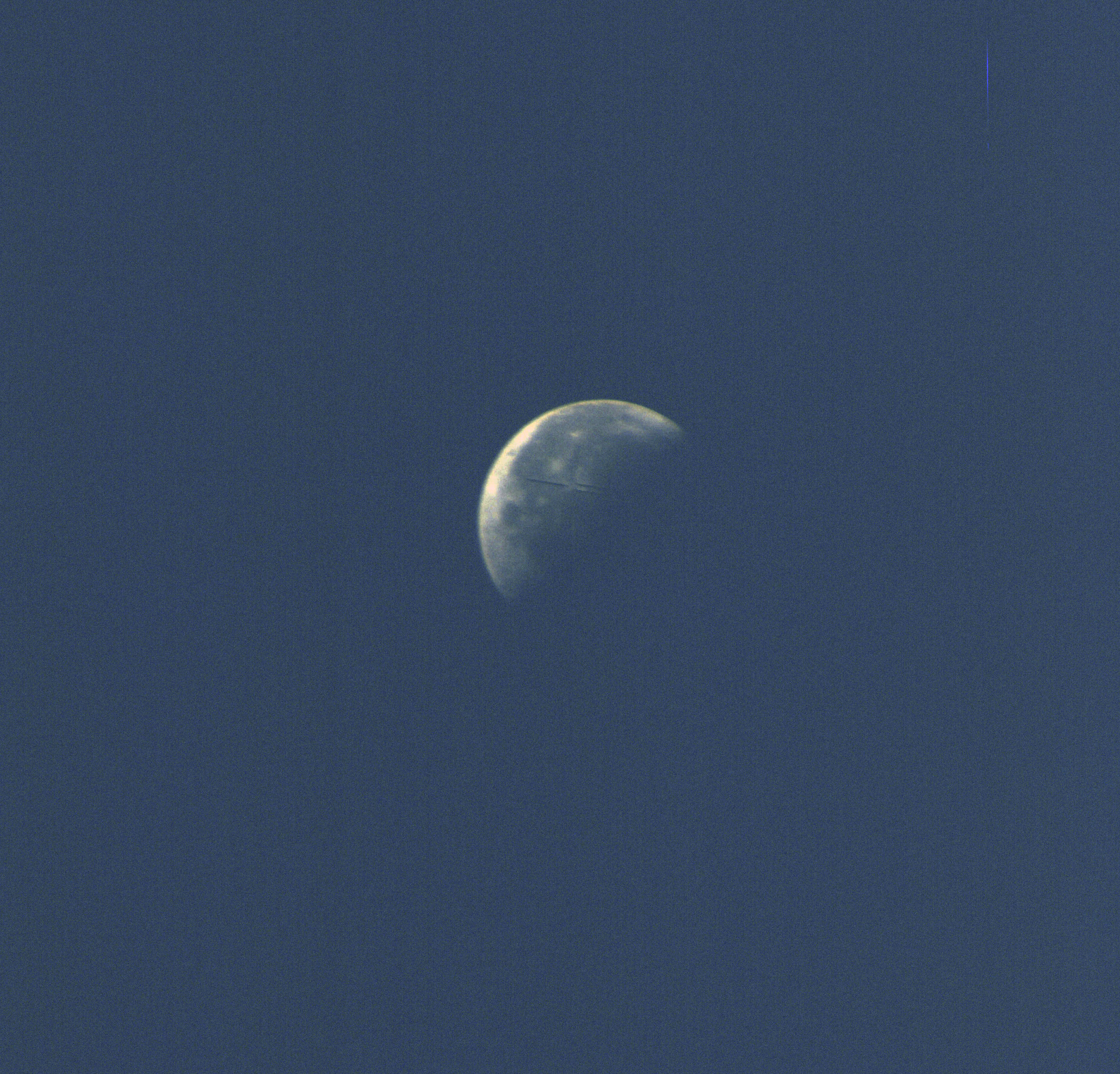
阿波罗九号拍下的月球照片

阿波罗九号任务成功划上句点后，美国国家航空航天局可能曾邀请麦克迪维特指挥登月任务，但他选择离开宇航员队伍，于1969年末成为阿波罗航天器计划主任。斯科特很快获得新任务，成为阿波罗12号替补指令长，之后又成为阿波罗15号指令长，于1971年登陆月球。施威卡特自愿对他在太空中的病症接受医学检查，但一直没能摆脱阴影，此后再也没有获得太空任务主机组人员委派，1977年休假后，他也没有再返回美国国家航空航天局工作。阿波罗17号指令长尤金·塞尔南对此表示，等到大家了解太空适应病时，施威卡特“已经为所有人付出代价”。
美国国家航空航天局在阿波罗九号任务顺利完成后没有启动“任务”执行中地球轨道测试，还曾考虑跳过“任务”彩排直接登月，但因用于首次登月的航天器尚在组装而取消。美国国家航空航天局官员还认为，过去的登月舱存在许多问题，所以有必要在实际登月前进一步检测，而且进入月球轨道飞行还可以研究曾影响阿波罗八号轨道的质量瘤。法兰奇和伯吉斯最终总结：“无论从任何情况来看……阿波罗九号的成功都确保下一次阿波罗任务会回到月球（轨道执行）”。

### 脚注
1. 1 2 3  Orloff & Harland，第227頁.
2. 1 2 3 4  nasa nine.
3. 1 2 3  Orloff & Harland，第230頁.
4. ↑  Ezell 1988, Table 2-37: "Apollo 9 Characteristics" （页面存档备份，存于）.
5. ↑  satcat.
6. ↑  soyuz4-5.
7. ↑  Open End.
8. ↑  Brooks, et al. 1979, Chapter 8.7: "Preparations for the first manned Apollo mission" （页面存档备份，存于）
9. ↑  Chaikin，第12–18頁.
10. ↑  Scott & Leonov，第193–195頁.
11. ↑  Apollo 5 (AS-204).
12. ↑  Apollo 7.
13. 1 2  Ertel, Roland, & Brooks 1975, Part 2(D): "Recovery, Spacecraft Redefinition, and First Manned Apollo Flight" （页面存档备份，存于）.
14. ↑  Chaikin，第56–57頁.
15. 1 2  Brooks, et al. 1979, Chapter 11.2: "Proposal for a lunar orbit mission" （页面存档备份，存于）
16. 1 2  Brooks, et al. 1979, Chapter 11.3: "Selecting and training crews" （页面存档备份，存于）
17. ↑  lemtolm.
18. ↑  French & Burgess，第298–299頁.
19. ↑  French & Burgess，第328–329頁.
20. ↑  Chaikin，第62, 141頁.
21. ↑  Chaikin，第76–77頁.
22. ↑  Chaikin，第136–137頁.
23. ↑  Chaikin，第597頁.
24. ↑  nasmcrew.
25. ↑  Press Kit，第94–95頁.
26. ↑  Press Kit，第96–97頁.
27. ↑  Press Kit，第98頁.
28. ↑  preparations.
29. 1 2  Orloff & Harland，第224頁.
30. ↑  insignia.
31. 1 2 3  Mission Report，第3-2頁.
32. ↑  French & Burgess，第330頁.
33. ↑  Press Kit，第83頁.
34. ↑  Press Kit，第83–84頁.
35. ↑  Brooks, et al. 1979, Chapter 12.3: "A double workload" （页面存档备份，存于）
36. ↑  Press Kit，第8頁.
37. ↑  Mission Report，第A-59, inside back cover頁.
38. ↑  Science News 1969-03-22b，第283頁.
39. ↑  Mission Report，第A-1, inside back cover頁.
40. ↑  French & Burgess，第338–339頁.
41. ↑  French & Burgess，第339頁.
42. 1 2  Science News 1969-03-01，第218頁.
43. ↑  Science News 1969-03-01，第219頁.
44. ↑  lm2location.
45. ↑  spacemusic.
46. ↑  50numbers.
47. ↑  Shepard, Slayton, & Barbree，第227–228頁.
48. ↑  Orloff，第282頁.
49. ↑  French & Burgess，第340頁.
50. ↑  Scott & Leonov，第234頁.
51. ↑  Carson et al 1975
52. ↑  Press Kit，第84–85頁.
53. 1 2  Thomas，第22頁.
54. ↑  Shuttle and Station.
55. ↑  Thomas & McMann，第68頁.
56. ↑  Thomas，第24–25頁.
57. 1 2  Science News 1969-03-15，第255頁.
58. 1 2  Mission Report，第1-1頁.
59. 1 2 3 4 5 6 7 8 9 10 11 12 13  Brooks, et al. 1979, Chapter 12.5: "Apollo 9: Earth orbital trials" （页面存档备份，存于）
60. ↑  Mission Report，第7-1頁.
61. 1 2 3 4  Mission Report，第3-4頁.
62. ↑  Mission Report，第3-6–3-7頁.
63. ↑  Chinese.
64. 1 2  NYT March 5.
65. ↑  French & Burgess，第343頁.
66. ↑  Chaikin，第461–462頁.
67. ↑  Press Kit，第3–4頁.
68. ↑  Chaikin，第298–301頁.
69. ↑  French & Burgess，第344–345頁.
70. ↑  Mission Report，第3-1頁.
71. ↑  Press Kit，第4–5頁.
72. ↑  Brooks, et al. 1979, Chapter 12.4: "The mission and the men" （页面存档备份，存于）.
73. 1 2  rover.
74. ↑  French & Burgess，第349–350頁.
75. ↑  French & Burgess，第350–351頁.
76. ↑  French & Burgess，第351–352頁.
77. 1 2  French & Burgess，第352頁.
78. 1 2  Science News 1969-03-22a，第277頁.
79. ↑  Science News 1969-03-22a，第277–278頁.
80. ↑  Orloff & Harland，第223頁.
81. ↑  Press Kit，第2, 6頁.
82. 1 2  This Island Earth.
83. ↑  Harland，第335頁.
84. ↑  NYT March 10.
85. ↑  Press Kit，第6, 22頁.
86. ↑  French & Burgess，第352–353頁.
87. ↑  Press Kit，第22頁.
88. 1 2  Press Kit，第7頁.
89. ↑  Mission Report，第7-4頁.
90. 1 2 3  French & Burgess，第353頁.
91. ↑  Mission Report，第1-2頁.
92. ↑  Crew Dragon splashes down.
93. ↑  Michigan Space and Science Center.
94. ↑  San Diego Air & Space Museum.
95. ↑  National Air and Space Museum.
96. 1 2  1969-018A.
97. ↑  Mission Report，第7-3頁.
98. ↑  Mission Report，第7-2頁.
99. ↑  ha20130923.
100. ↑  Chaikin，第140, 144–145頁.
101. ↑  French & Burgess，第354–362頁.
102. ↑  French & Burgess，第357頁.
103. 1 2  French & Burgess，第354頁.
104. ↑  Science News 1969-03-22a，第278頁.

### 书籍
- Baker, David.  1st. New York: Crown Publishers. 1982  [2020-07-10]. ISBN 0-517-54377-X.
- Brooks, Courtney G.; Grimwood, James M.; Swenson, Loyd S., Jr. . The NASA History Series. Foreword by Samuel C. Phillips. Washington, D.C.: Scientific and Technical Information Branch, NASA. 1979  [2020-05-14]. ISBN 978-0-486-46756-6. LCCN 79001042. OCLC 4664449. NASA SP-4205. （原始内容存档于2020-04-26）.
- Carson, Maurice A.; Rouen, Michael N.; Lutz, Charles C.; McBarron, II, James W. . . Washington, D.C.: NASA Johnson Space Center and BioTechnology. 1975. SP-368. （原始内容存档于2020-02-11）.
- Chaikin, Andrew. . New York, NY: Viking. 1994. ISBN 978-0-670-81446-6. LCCN 93048680.
- Compton, William D. . Washington, D.C.: U.S. Government Printing Office. 1989  [2020-05-14]. OCLC 1045558568. SP-4214. （原始内容存档于2019-07-14）.
- Ertel, Ivan D.; Newkirk, Roland W.; Brooks, Courtney G. . NASA. 1975  [2020-05-12]. SP-4009. （原始内容存档于2020-04-26）.
- Ezell, Linda Neuman. . NASA History Series. 1988. SP-4012.
- French, Francis; Burgess, Colin. . Lincoln, NE: University of Nebraska Press. 2010 [2007]. ISBN 978-0-8032-2979-2.
- Harland, David M. . Chichester, UK: Springer-Praxis. 1999. ISBN 978-1-85233-099-6.
- (PDF). Houston, TX: NASA. 1969  [2020-05-14]. （原始内容存档 (PDF)于2019-12-25）.
- (PDF). Washington, D.C.: NASA. 1969  [2020-05-14]. 69-29. （原始内容 (PDF)存档于2019-07-24）.
- Orloff, Richard W.  (PDF). NASA History Series. Washington, D.C.: NASA. 2004-09 [2000]  [2020-05-14]. ISBN 978-0-16-050631-4. SP-4029. （原始内容 (PDF)存档于2020-03-29）.
- Orloff, Richard W.; Harland, David M. . Chichester, UK: Praxis Publishing Company. 2006. ISBN 978-0-387-30043-6.
- Scott, David; Leonov, Alexei.  (E-Book). with Christine Toomey. St. Martin's Griffin. 2006. ISBN 978-0-312-30866-7.
- Shepard, Alan B.; Slayton, Donald K.; Barbree, Jay; Benedict, Howard. . Atlanta: Turner Publishing Company. 1994. ISBN 1-878685-54-6. LCCN 94003027. OCLC 29846731.
- Thomas, Kenneth S.  (PDF). Apollo Lunar Surface Journal.   [2020-05-14]. （原始内容存档 (PDF)于2021-03-17）.
- Thomas, Kenneth S.; McMann, Harold J. . Springer Science & Business Media. 2011-11-23. ISBN 9781441995667.
- Cortright, E. M. . . Washington, D.C. 1975  [2020-05-15]. SP-350. （原始内容存档于2021-04-28）.
- Nicks, Oran W. (编). . NASA. 1970: 100–101.

### 期刊和报纸
- 程德. . 航空档案. 2008, (11): 24–31.
- . Pittsburgh Press (Pittsburgh, PA). United Press International. 1966-08-04: 20  [2020-05-14]. （原始内容存档于2021-05-23） –Google News.
- . Science News. 1969-03-15, 95 (11): 255. JSTOR 3954137. doi:10.2307/3954137.
- . Science News. 1969-03-22, 95 (12): 277–278. JSTOR 3953852. doi:10.2307/3953852.
- . Science News. 1969-03-22, 95 (12): 283. JSTOR 3953857. doi:10.2307/3953857.
- Eberhart, Jonathan. . Science News. 1969-03-01, 95 (9): 218–219. JSTOR 4548203.
- Wilford, John Noble. . The New York Times. 1969-03-10: 40  [2020-05-15]. （原始内容存档于2019-06-02）.

### 网页
- . NASA. 2009-07-09  [2020-05-14]. （原始内容存档于2019-12-17）.
- McDowell, Jonathan. . Jonathan's Space Pages.   [2020-05-14]. （原始内容存档于2020-03-01）.
- . NASA Space Science Data Coordinated Archive. NASA.   [2020-05-15]. （原始内容存档于2021-11-22）.
- . National Air and Space Museum.   [2020-05-15]. （原始内容存档于2020-03-29）.
- . National Air and Space Museum.   [2020-05-15]. （原始内容存档于2020-03-03）.
- Woods, David; Vignaux, Andrew. . Apollo Flight Journal. NASA.   [2020-05-15]. （原始内容存档于2019-07-21）.
- Hengeveld, Ed. . collectSPACE. 2008-05-20  [2020-05-15]. （原始内容存档于2020-05-08）.，本文还同时在英国星际学会《太空飞行》杂志发表。
- . N2YO.com.   [2020-05-15]. （原始内容存档于2017-12-10）.
- . NASA Space Science Data Coordinated Archive. NASA.   [2020-05-15]. （原始内容存档于2020-03-08）.
- . San Diego Air & Space Museum.   [2020-05-15]. （原始内容存档于2020-01-01）.
- . Smithsonian National Air and Space Museum.   [2020-05-15]. （原始内容存档于2019-08-27）.
- Moran, Norah. . NASA. 2019-03-08  [2020-05-15]. （原始内容存档于2020-01-09）.
- . National Air and Space Museum.   [2020-05-15]. （原始内容存档于2020-04-02）.
- Hollingham, Richard. . BBC. 2014-11-18  [2020-05-15]. （原始内容存档于2019-10-03）.
- Hollingham, Richard. . BBC. 2019-07-05  [2020-05-18]. （原始内容存档于2019-07-07）.
- . Jonathan's Space Report. 2008-10-12  [2020-05-15]. （原始内容存档于2020-04-25）.
- . NASA. 2019-03-06  [2020-05-16]. （原始内容存档于2019-05-03）.
- French, Francis. . collectSPACE. 2004-07-18  [2020-05-15]. （原始内容存档于2019-11-06）.